# Tapinocyboides
Tapinocyboides is een geslacht van spinnen uit de familie hangmatspinnen (Linyphiidae).

## Soorten
De volgende soorten zijn bij het geslacht ingedeeld:
- Tapinocyboides bengalensis Tanasevitch, 2011
- Tapinocyboides pygmaeus (Menge, 1869)